# 2015–2016-os magyar női vízilabdakupa
A 2015–2016-os magyar női vízilabdakupa, szponzorált nevén az BENU-Magyar Kupa, a tizenhatodik kiírás volt a versenysorozat történetében. A kupára tíz csapat nevezett. A győzelmet az UVSE szerezte meg.

## Eredmények

### Selejtező
november 14–15.
A csoport (Szentes)
| Hely. | Csapat                | M | Gy | D | V | G+ | G– | Gk  | P  | Továbbjutás vagy kiesés    |      | BVSC | DUV  | SZEN | UVSEM | KÓPÉ |
| ----- | --------------------- | - | -- | - | - | -- | -- | --- | -- | -------------------------- | ---- | ---- | ---- | ---- | ----- | ---- |
| 1.    | BVSC-Zugló            | 4 | 4  | 0 | 0 | 60 | 20 | +40 | 12 | Továbbjutott az elődöntőbe |      | —    | 17–6 | 9–8  | 17–5  | 17–1 |
| 2.    | Dunaújvárosi Főiskola | 4 | 3  | 0 | 1 | 43 | 31 | +12 | 9  | Továbbjutott az elődöntőbe |      | 6–17 | —    | 6–5  | 13–5  | 18–4 |
| 3.    | Szentesi VK           | 4 | 2  | 0 | 2 | 43 | 24 | +19 | 6  |                            |      | 8–9  | 5–6  | —    | 12–5  | 18–4 |
| 4.    | UVSE Margitszget      | 4 | 1  | 0 | 3 | 26 | 47 | −21 | 3  |                            | 5–17 | 5–13 | 5–12 | —    | 11–5  |      |
| 5.    | KÓPÉ                  | 4 | 0  | 0 | 4 | 14 | 64 | −50 | 0  |                            | 1–17 | 4–18 | 4–18 | 5–11 | —     |      |

B csoport (Szeged)
| Hely. | Csapat             | M | Gy | D | V | G+ | G– | Gk  | P  | Továbbjutás vagy kiesés    |      | UVSE | EGER  | SZEG  | TVSE | KECS |
| ----- | ------------------ | - | -- | - | - | -- | -- | --- | -- | -------------------------- | ---- | ---- | ----- | ----- | ---- | ---- |
| 1.    | UVSE               | 4 | 4  | 0 | 0 | 53 | 15 | +38 | 12 | Továbbjutott az elődöntőbe |      | —    | 14–6  | 10–5  | 14–3 | 15–1 |
| 2.    | Egri VK            | 4 | 3  | 0 | 1 | 62 | 34 | +28 | 9  | Továbbjutott az elődöntőbe |      | 6–14 | —     | 12–10 | 26–6 | 18–4 |
| 3.    | Universitas Szeged | 4 | 2  | 0 | 2 | 50 | 31 | +19 | 6  |                            |      | 5–10 | 10–12 | —     | 14–4 | 21–5 |
| 4.    | Tatabányai VSE     | 4 | 1  | 0 | 3 | 28 | 60 | −32 | 3  |                            | 3–14 | 6–26 | 4–14  | —     | 15–6 |      |
| 5.    | Kecskeméti VE      | 4 | 0  | 0 | 4 | 16 | 69 | −53 | 0  |                            | 1–15 | 4–18 | 5–21  | 6–15  | —    |      |

### Elődöntő
november 28., Hajós Alfréd Nemzeti Sportuszoda
| 1. csapat             | Eredmény | 2. csapat |
| --------------------- | -------- | --------- |
| Dunaújvárosi Főiskola | 4–8      | UVSE      |
| BVSC-Zugló            | 17–12    | Egri VK   |

### Döntő
| 2015. november 29. 19:00 | UVSE                                          | 6–5 | BVSC-Zugló                        | Hajós Alfréd Nemzeti Sportuszoda Nézőszám: 300 Játékvezetők: Vogel Gábor Németh András |
| 2015. november 29. 19:00 | (2–1, 2–1, 1–2, 1–1)                          |     |                                   | Hajós Alfréd Nemzeti Sportuszoda Nézőszám: 300 Játékvezetők: Vogel Gábor Németh András |
| 2015. november 29. 19:00 | Keszthelyi 3 Tóth I. 1 Antal 1 Kisteleki H. 1 |     | Illés 2 Takács 1 Sikter 1 Varga 1 | Hajós Alfréd Nemzeti Sportuszoda Nézőszám: 300 Játékvezetők: Vogel Gábor Németh András |

Az UVSE kupagyőztes csapatának tagjai: Antal Dóra, Aranyi Réka Rebeka, Csabai Dóra, Gangl Edina, Gerendás Matilda, Hertzka Orsolya, Keszthelyi Rita, Kisteleki Hanna, Koncsag Krisztina, Kövesdi Vivien, Kuna Szonja, Szűcs Gabriella, Takács Vivien, Tóth Ildikó, Vogt Vivien, vezetőedző: Áts Bertalan